# سید وحید امیری

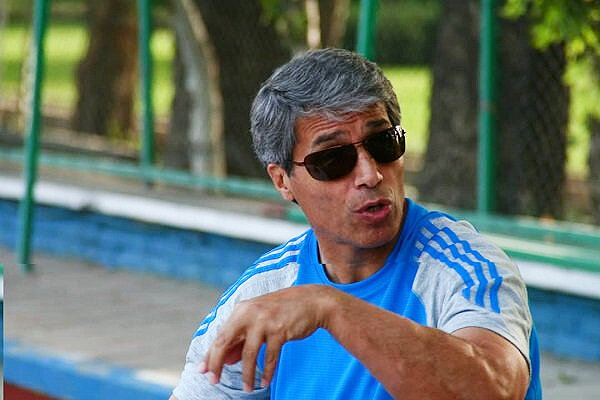

 بله

## وحید امیری( پیشکشوت فوتبال)
استاد و مدرس رسمی کنفدراسیون فوتبال آسیا AFC

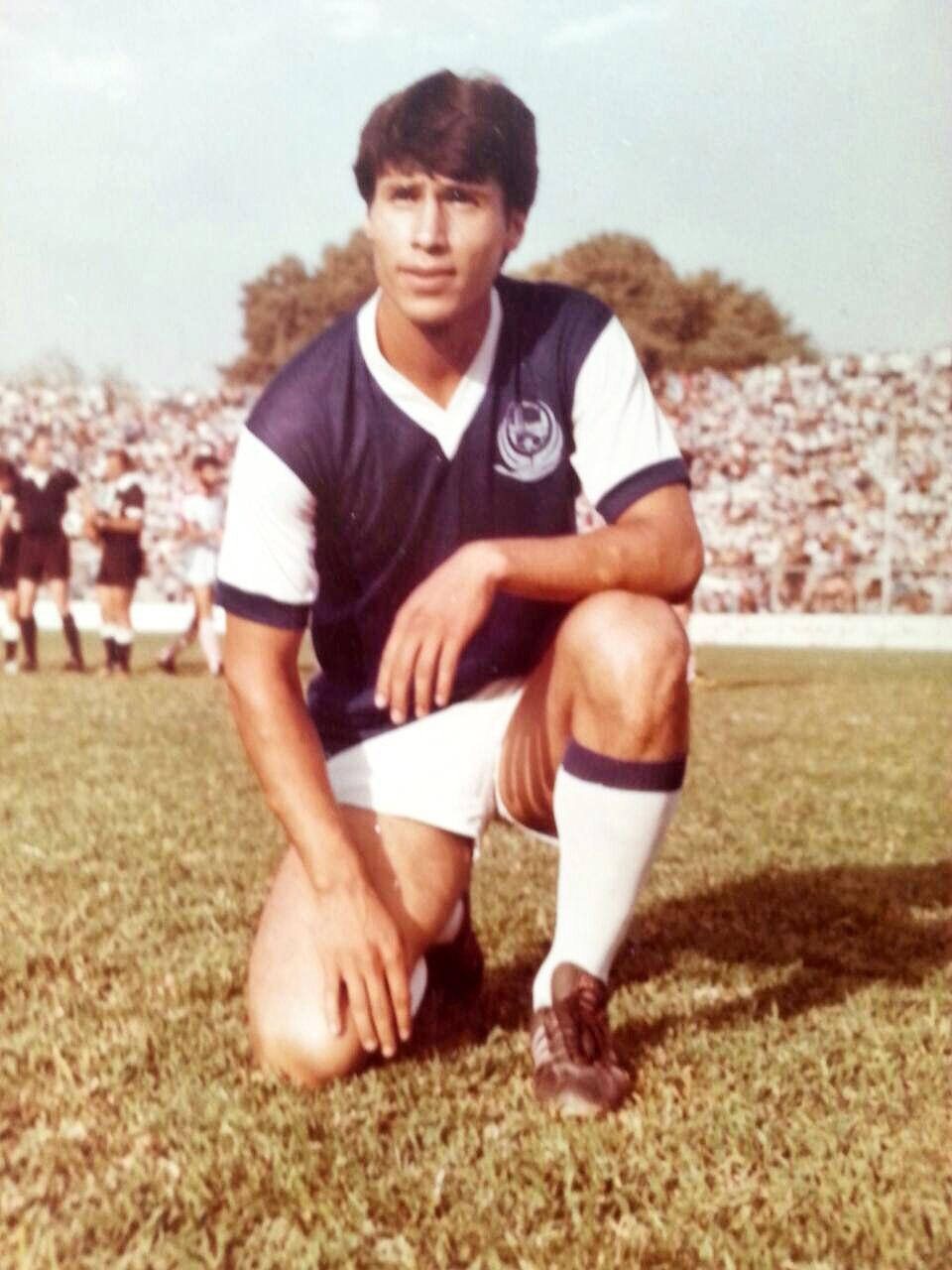

دارای مدرک مربیگری حرفه ای Prolicence
بازیکن اسبق تیم ملی فوتبال ایران و باشگاه فوتبال استقلال تهران
تیم های باشگاهی : استقلال ، وحدت ، پاس
سابقه مربیگری : تیم ملی زیر 15 سال ایران
تیم های ملی پایه ایران ، راه آهن، نیرو زمینی و ...

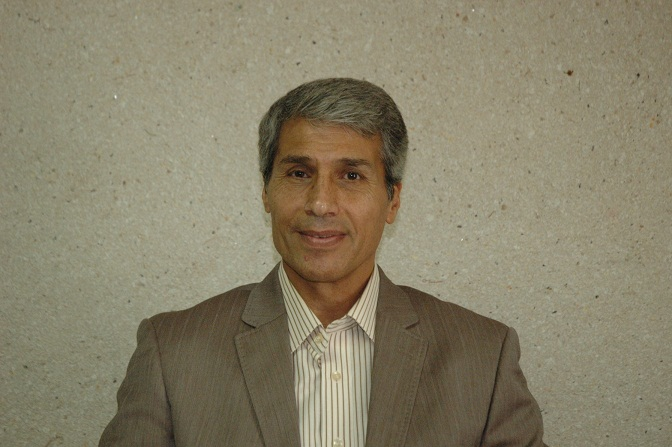

مدرس FIFA
1. ↑  «وحید امیری در استقلال مدل 64/عکس». خبرآنلاین. ۲۰۲۰-۰۷-۰۸. دریافت‌شده در ۲۰۲۳-۰۲-۱۰.
2. ↑  «وحید امیری سرمربی تیم فوتبال زیر ۱۵ سال ایران شد». خبرگزاری مهر | اخبار ایران و جهان | Mehr News Agency. ۲۰۲۱-۰۷-۱۱. دریافت‌شده در ۲۰۲۳-۰۲-۱۰.
3. ↑  صحبت های سید وحید امیری سرمربی تیم زیر ۱۵ سال ایران پس از پایان دیدار مقابل تاجیکستان / فیلم, 2021-11-21, retrieved 2023-02-10
4. ↑  «رزومه وحید امیری - هیات فوتبال استان تهران». www.football-tehran.com. دریافت‌شده در ۲۰۲۳-۰۲-۱۰.
5. ↑  «وحید امیری سرمربی تیم ملی فوتبال شد». شایانیوز  ‖ Shayanews - سایت خیری شایانیوز. دریافت‌شده در ۲۰۲۳-۰۲-۱۰.
6. ↑  امیری: استقلال می‌تواند به آنچه لیاقتش را دارد برسد- ویدیو ورزش سه, ویدیو ورزش سه, 2020-12-26, retrieved 2023-02-10
7. ↑  «وحید امیری (پیشکسوت و مدرس فوتبال): پرسپولیس با رسیدن به فینال آسیا کار بزرگی کرد». فوتبالی. دریافت‌شده در ۲۰۲۳-۰۲-۱۰.
8. ↑  «آخرین خبر | استقلال می‌تواند به آنچه لیاقتش را دارد، برسد». آخرین خبر. دریافت‌شده در ۲۰۲۳-۰۲-۱۰.
9. ↑  ایران، میدان نیوز | وبسایت خبری ورزشی (۱۴۰۰/۱۲/۱۴ - ۱۷:۲۷). «وحید امیری مدرس دوره هیات فوتبال شد؛ یک سایپایی در راه مربیگری! | میدان نیوز». fa. دریافت‌شده در 2023-02-10. تاریخ وارد شده در |تاریخ= را بررسی کنید (کمک)